# Dotsie Bausch
Dorothy Lee „Dotsie“ Bausch, geb. Cowden, (* 6. März 1973 in Louisville) ist eine ehemalige US-amerikanische Radrennfahrerin.
Dotsie Bausch war in New York ursprünglich als Model auf dem Laufsteg tätig und erkrankte an Essstörungen. Teil ihrer Therapie war es, Sport zu treiben, und so kam sie zum Radsport.
Ab Beginn der 2000er Jahre gehörte Bausch zu den besten US-amerikanischen Radrennfahrerinnen, mit Erfolgen auf der Straße wie auf der Bahn. Zunächst lag ihr Schwerpunkt auf Straßenrennen, hauptsächlich in ihrem Heimatland. 2001 belegte sie Platz vier bei der US-amerikanischen Meisterschaft im Straßenrennen. 2003 wurde sie Dritte in der Gesamtwertung der Vuelta de Bisbee, 2005 gewann sie das Bonsall-San Luis Rey Classic und die Tour de Murietta, 2006 wurde sie Dritte der Gesamtwertung des Joe Martin Stage Race, 2007 Zweite des Central Valley Classic sowie Dritte der Tour of the Gila. Im selben Jahr errang sie den dritten Rang im Einzelzeitfahren bei den Panamerikanischen Meisterschaften.
Ebenfalls 2007 wurde Dotsie Bausch zweifache US-amerikanische Meisterin, in der Einer- sowie der Mannschaftsverfolgung (mit Sarah Hammer und Jennie Reed) auf der Bahn. Bei den UCI-Bahn-Weltmeisterschaften 2011 in Apeldoorn errang sie mit Hammer und Reed Silber in der Mannschaftsverfolgung. Bei den Olympischen Spielen 2012 in London errang Bausch gemeinsam mit Sarah Hammer und Lauren Tamayo die Silbermedaille in der Mannschaftsverfolgung. Anschließend beendete sie ihre Radsportlaufbahn.

## Erfolge

### Bahn
2007
- US-amerikanische Meisterin – Einerverfolgung, Mannschaftsverfolgung (mit Sarah Hammer und Jennie Reed)

2011
- Weltmeisterschaft – Mannschaftsverfolgung (mit Sarah Hammer und Jennie Reed)
- US-amerikanische Meisterin – Mannschaftsverfolgung (mit Sarah Hammer und Jennie Reed)

2012
- Olympische Spiele – Mannschaftsverfolgung (mit Sarah Hammer, Jennie Reed und Lauren Tamayo)

### Straße
2007
- Panamerikaschaft – Einzelzeitfahren
- eine Etappe Geelong Tour

## Teams
- 2002 Cannondale
- 2003 Team T-Mobile
- 2004 T-Mobile
- 2007 Colavita/Sutter Home
- 2014 Twenty 16